# 莫斯科行动 (电影)
《93国际列车大劫案：莫斯科行动》，简称《莫斯科行动》，是一部由邱礼涛执导、陈大明编剧、韩三平和刘德华监制的中国警匪动作电影，由张涵予、黄轩及文咏珊领衔主演，刘德华特别演出，改编自真实历史事件“中俄国际列车劫案”，于2023年9月29日在中国大陆上映。

## 剧情
讲述1990年代震惊中外的“中俄国际列车劫案”发生后，中国警察跨国缉匪的故事。
1993年，有许多中国商人去俄罗斯做生意，随身带着大量现金，以苗青山为首的劫匪团伙在K3次中俄国际列车上实施暴力抢劫活动，事件引起中国公安部的重视，指派北京铁路公安处的崔振海为负责人的四人组到莫斯科查办案件。在崔某等人乘坐的中俄国际列车上，劫匪成员李素真引起了崔振海的注意，之后该列车上又发生了抢劫行为，崔某等公安与之打斗使得劫匪下车逃跑。
苗青山在一名俄罗斯女子玛丽娜的陪伴下欣赏演奏肖斯塔科维奇交响乐音乐会，他与前排的一名俄罗斯男士发生不快，音乐会结束后苗青山跟踪那对夫妇至其家中并打伤了那名男子。生活在莫斯科的华人“瓦西里”是个从事倒卖非普通货物的商人，来自中国的金先生想花几十万美元让瓦西里帮忙搞到一架苏系战斗机，成功的话瓦西里可以至少赚十万美元。瓦西里开车载着李素真行驶在莫斯科的街道上，他劝说真真不要再跟苗青山做事因为很危险，在发现被崔振海等人驾车跟踪时就开车甩掉了对方。
玛丽娜之弟在一家地下赌场工作，苗青山决定在赌场利用下水道转移大量资金之时实施抢劫，为此还找上瓦西里以其女儿莉莉的下落为要挟逼其合作，瓦西里与另一人一起在下水道内干起了钻洞工作。团伙成员“一撮毛”因分赃不均与苗青山兄弟俩发生口角，导致其搭档赵娜被对方割喉而死，“一撮毛”所幸逃走，苗青山则指派一名俄国杀手追踪刺杀“一撮毛”。崔振海从列车劫案一名中国女性受害者以及被苗青山打伤的俄罗斯男士的老婆口中，得知劫匪头目经常带着随身听、喜欢听肖斯塔科维奇的音乐。“一撮毛”向警察打电话举报苗青山团伙，并找瓦西里办理日韩护照，出来后受到杀手的枪击，得到崔振海驾车的救助，在车上断气之前告知警察苗青山接下来所干之事与下水道有关。
崔振海带人查看下水道听到了异常的声音，并发现了那家赌场。而在肖斯塔科维奇交响乐演奏会上，他们计划抓捕坐在观众席上的苗青山，不过却被玛丽娜与苗青山用计逃脱。苗青山找真真逼她与其弟苗子文分手，导致双方肢体冲突，后来苗青山强暴了她，苗子文回来后尽管一开始对其兄很愤怒最终还是决定与她断了关系。真真乘机逃走并向公安举报苗青山的犯罪计划。
抢劫行动当天，劫匪顺利抢走赌场运出的一大包现金并计划分骑多辆摩托车逃离，却遇到追击他们的崔某等中国刑警，双方在下水道内展开猫鼠游戏，结果警察只抓到了那名与瓦西里曾一起钻洞之人。公安查清了瓦西里的身份，原来他是广东人，原名刘玉虎，早年与苗青山是一起从事非法倒卖活动的走私犯，被抓后幸运脱逃到了国外，而苗青山则因刘的招供被抓所以对刘心生怨恨，由于刘的女儿住在国内，所以苗经常以刘的女儿为要挟逼刘为其做事。崔带人找到了刘玉虎的住处，告之公安已经知晓其底细，劝其与警察合作抓捕苗青山，这样刘回国后可得到司法宽大处理与女儿团聚。真真在医院里被苗子文刺杀，理由是她背叛了他，她的死促使刘最终同意与公安合作。
在一个废弃的航天发射场内，苗青山与刘玉虎将搞到的一架东德战斗机交给买家，同时中国公安在俄方人员的协助下将劫匪团伙包围。买方中有一人是列车劫案的受害人，引起双方打斗，中国警察加入对付苗青山团伙，刘玉虎拿着装钱的箱子与苗青山对抗。俄国杀手驾驶那架交易的战斗机载着苗青山准备逃跑，崔振海开车载着刘玉虎进行拦截，最终飞机没有起飞成功撞毁着火，苗青山受伤被俘。刘玉虎想带着那箱钱逃走，检查后却发现钱是假的，并发现了女儿的照片和警察留言，原来战斗机的买家是中国公安假扮的。
刘玉虎与苗青山被几名公安押解着一起坐上了回国的列车，在即将进入中国边境的列车换轨站，玛丽娜、苗子文等人在此凭借手下人多的优势准备解救苗青山，并将整列乘客作为人质。刘玉虎恳求解除手铐后与公安并肩对抗匪徒，不幸的是刘玉虎在被苗子文挟持时双眼被其手枪打伤，玛丽娜、苗子文陆续被崔振海打死，公安在车站取得胜利。双目失明的刘玉虎在回国的车站与女儿相拥。最终有60多名参与中俄列车抢劫的犯人获刑，头目苗青山被判处死刑。

## 角色
| 演員     | 角色     | 介紹                                   |
| 张涵予   | 崔振海   | 北京铁路公安处刑警                     |
| 黄轩     | 苗青山   | 劫匪头目，苗子文之兄                   |
| 文咏珊   | 李素真   | 与苗子文是情侣，也与刘玉虎有过一段感情 |
| 刘德华   | 瓦西里   | 原名劉玉虎，走私商人 （特别演出）      |
| 谷嘉诚   | 苗子文   | 苗青山之弟                             |
| 文仲華   |          |                                        |
| 白那日苏 |          |                                        |
| 张本煜   | “一撮毛” | 与赵娜是一对雌雄大盗                   |
| 尚语贤   | 赵娜     |                                        |
| 徐小飒   | 李芳     |                                        |
| 何晟铭   | 李建     |                                        |

## 制作
2022年8月1日在青岛东方影都开机，当天除刘德华在香港拍摄电影《潜行》缺席外，所有主创人员都出席了开机仪式，9月上旬剧组转移到哈尔滨继续拍摄。2022年10月11日杀青。片中的重要场景如中俄列车换轨站、废弃的火箭基地、赌场下的地下水宫，均按照真实场景以原比例1:1在摄影棚内复制建造，拍摄中更是炸掉了一架1:1还原的战斗机。
邱礼涛表示：“我是从（上世纪）90年代过来的，当时这个案件发生的时候很轰动。我知道要拍这部电影时，也研究了很多资料，对这个案件几乎已经成‘半个专家’了。”编剧陈大明1990年代初在俄罗斯的亲身经历保证了影片的真实细节。张涵予称其饰演的刑警是个“硬核老师傅，不像现在有很多高科技手段可以辅助破案，上世纪90年代初这些警察完全是凭着自己丰富的经验技能、实践出真知的智慧、坚韧不拔的毅力和办案累积的社会关系来破案，很厉害。”黄轩饰演劫匪头目苗青山，这是他的首个大银幕反派，他称该角色是个“黑化版犯罪艺术家，文艺优雅的伪装难掩凶狠残忍的本性，肖斯塔科维奇交响乐奏鸣的是他内心的犯罪乐章”。为了不想塑造脸谱化的坏人，他研究了很多真实劫案的纪录片和新闻资料，分析匪徒的心理和行为逻辑。

## 歌曲
片头与片尾曲是《无地自容》，窦唯作词，李彤作曲，收录于黑豹乐队于1991年发行的专辑《黑豹》里。

## 发行
2023年6月10日，剧组主创邱礼涛、韩三平、张涵予、文咏珊等人亮相第25届上海国际电影节开幕式红毯并出席“燃起来了”电影发布会。2023年9月26号，本片在北京举行首映礼。
中国大陆获得6.62亿人民币票房。